# Kanton Gap-1
Der Kanton Gap-1 ist ein französischer Wahlkreis im Département Hautes-Alpes in der Region Provence-Alpes-Côte d’Azur. Er umfasst einen Teilbereich der Stadt Gap mit insgesamt 10.192 Einwohnern (Stand: 2022) im gleichnamigen Arrondissement Gap. Durch die landesweite Neuordnung der französischen Kantone wurde er 2015 neu geschaffen.

## Politik
| Vertreter im Departementrat | Vertreter im Departementrat   | Vertreter im Departementrat |
| Amtszeit                    | Namen                         | Partei                      |
| --------------------------- | ----------------------------- | --------------------------- |
| 2015–                       | Brigitte Gaudin Francis Zampa | DVD                         |